# Candy Jacobs
Candy Jacobs (Tegelen, 12 juni 1990) is een Nederlandse professionele straat-skateboarder. Ze won de zilveren medaille op de Europese kampioenschappen skateboarden 2018. Ze nam deel aan de Wereldkampioenschappen Skateboarden in 2018, 2019 en 2020, en aan de X Games in 2011, 2012, 2013, 2016, 2018 en 2019.
Ze zou deelnemen aan de Olympische Zomerspelen 2020, maar moest zich terugtrekken vanwege een positieve COVID-19-test, een paar dagen voor de openingsceremonie in Japan.
Jacobs begon met skateboarden toen ze 13 jaar oud was. Zij opende in 2020 een skatepark in Venlo. In januari 2021 onderging Jacobs een knieoperatie voor een gescheurde meniscus en beschadigd kraakbeen nadat ze jarenlang last had gehad van knieproblemen.